# Kuroda Genji
Kuroda Genji  (jap. 黒田 源次; * 4. Dezember 1886 in der Präfektur Kumamoto; † 13. Januar 1957) war ein japanischer Psychologe.
Kuroda wurde in der Präfektur Kumamoto geboren. Nachdem er im Jahre 1908 an der Daigo Kōtō Gakkō (第五高等学校) in Kumamoto seinen Abschluss gemacht hatte, studierte er Psychologie an der Universität Kyōto und promovierte 1922. Daraufhin begab er sich zu einem Auslandsstudium nach Deutschland, wo er Universitäten in Leipzig und Berlin besuchte. 1926 bekam er einen Lehrstuhl an der Medizinischen Universität Mandschurei (満州医科大学). 
Im Jahre 1931 begab er sich wieder nach Europa und wurde gegen Ende des Jahres japanischer Leiter des 1926 gegründeten Japaninstitutes in Berlin. Kuroda gab die Briefe Philipp Franz von Siebolds heraus in Zusammenarbeit mit Herta von Schulz. Zudem bearbeitete er auch das in der Königlich-Preußischen Akademie der Wissenschaften archivierte Material, das von Albert von Le Coq und Albert Grünwedel gesammelt worden war. 1934 gab er seinen Posten als Direktor des Japaninstitutes ab und ging zurück nach Mandschukuo, das er nach der japanischen Niederlage im Zweiten Weltkrieg wieder verließ. Später arbeitete er am Nationalmuseum Nara.
Genji Kuroda war vielseitig und interdisziplinär interessiert und beschäftigte sich neben Psychologie und Medizin auch mit Sinologie, Kunstgeschichte und japanischer Geschichte, die ihm auch heute noch gültige Werke verdanken.

## Werke (Auswahl)
- Bashō-ō den (芭蕉翁伝, dt. „[Matsuo] Bashōs Leben“), 1923
- Shinrigaku no shomondai (心理学の諸問題, dt. „verschiedene Probleme der Psychologie“), 1925
- Kamigata-e ichiran (上方絵一覽, dt. „Auflistung von Kamigata-e (Ukiyo-e-Drucken aus Kyoto-Osaka)“), 1929